# Indukční ohřev

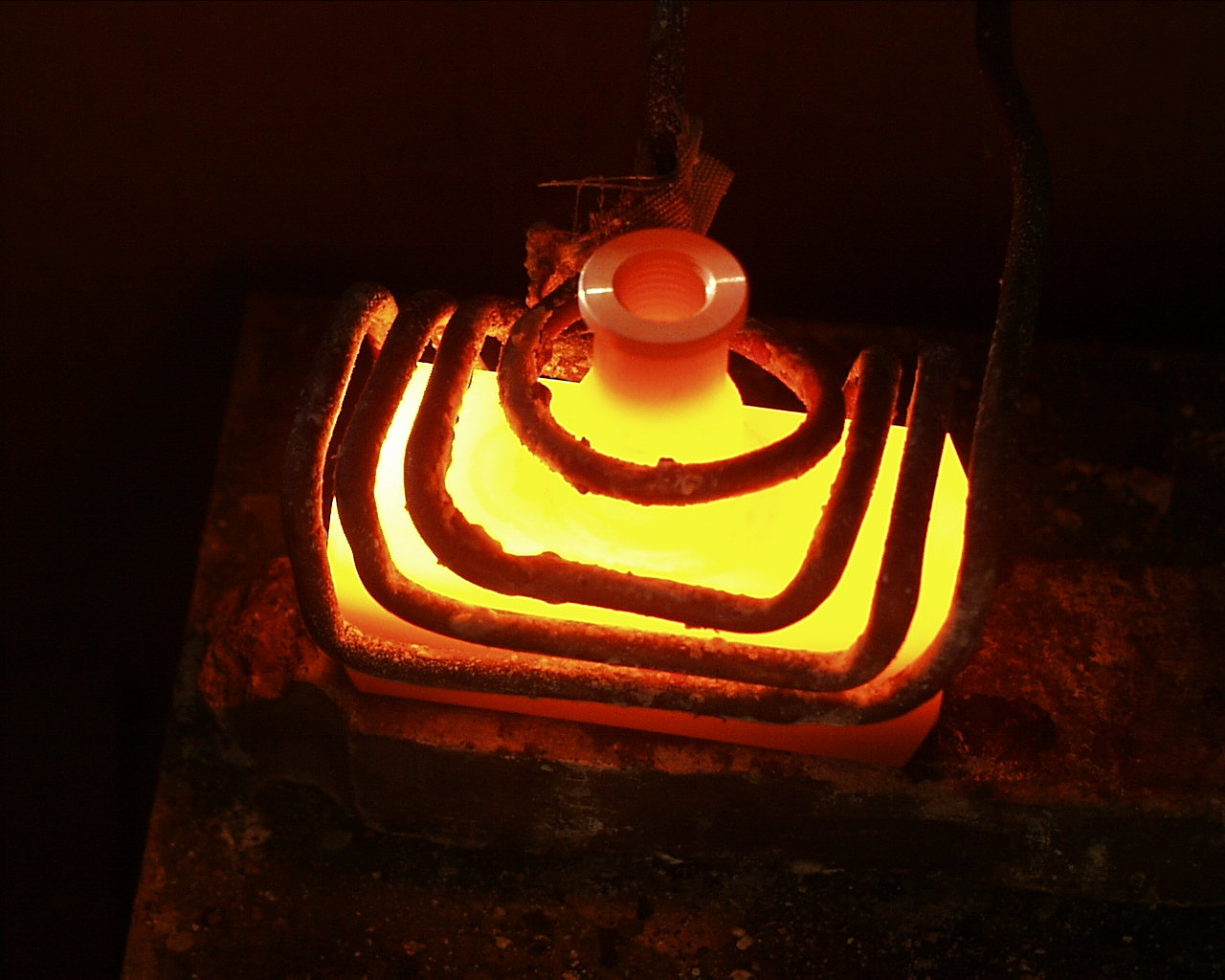
Indukční ohřev

Indukční ohřev je bezkontaktní elektrický ohřev vodivého materiálu, při kterém se energie přenáší do materiálu elektromagnetickým polem a přeměňuje se na teplo přímo v materiálu. Indukční ohřev má široké využití v průmyslu, dílenských provozech i v domácnostech v podobě indukčního vařiče. Indukční ohřevy mohou mít různou podobu od malých laboratorních zařízení až po velké tavicí pece s obsahem stovek tun.
Protože je ohřev bezkontaktní a teplo vzniká přímo v materiálu, vše v okolí může být chladné. To přináší mnohé výhody, ke kterým patří zejména rychlost ohřevu, vysoká účinnost, bezpečnost, snadná automatizace, čistý provoz a možnost provádět ohřev v ochranné atmosféře nebo ve vakuu. Díky těmto výhodám indukční ohřev často nahrazuje jiné druhy ohřevu jako je ohřev plynový a odporový.
Nevýhodou oproti jiným druhům ohřevu je většinou větší složitost a vyšší cena. Indukční ohřev také může způsobit elektromagnetické rušení ve svém okolí.

## Princip
Indukční ohřev funguje na principu elektromagnetické indukce. Nachází-li se vodivý předmět v blízkosti vodiče, kterým protéká střídavý proud, indukují se v předmětu vířivé proudy, které předmět zahřívají. Indukční ohřev je obzvlášť efektivní, je-li vodič stočen do cívky kolem ohřívaného předmětu. Cívku pak nazýváme induktorem a ohřívaný předmět vsázkou. Indukované proudy ve vsázce mají opačný směr než proud v cívce a vytvářejí magnetické pole, které působí proti magnetickému poli cívky (Lenzův zákon). Výsledné magnetické pole se chová tak, aby mělo minimální energii.

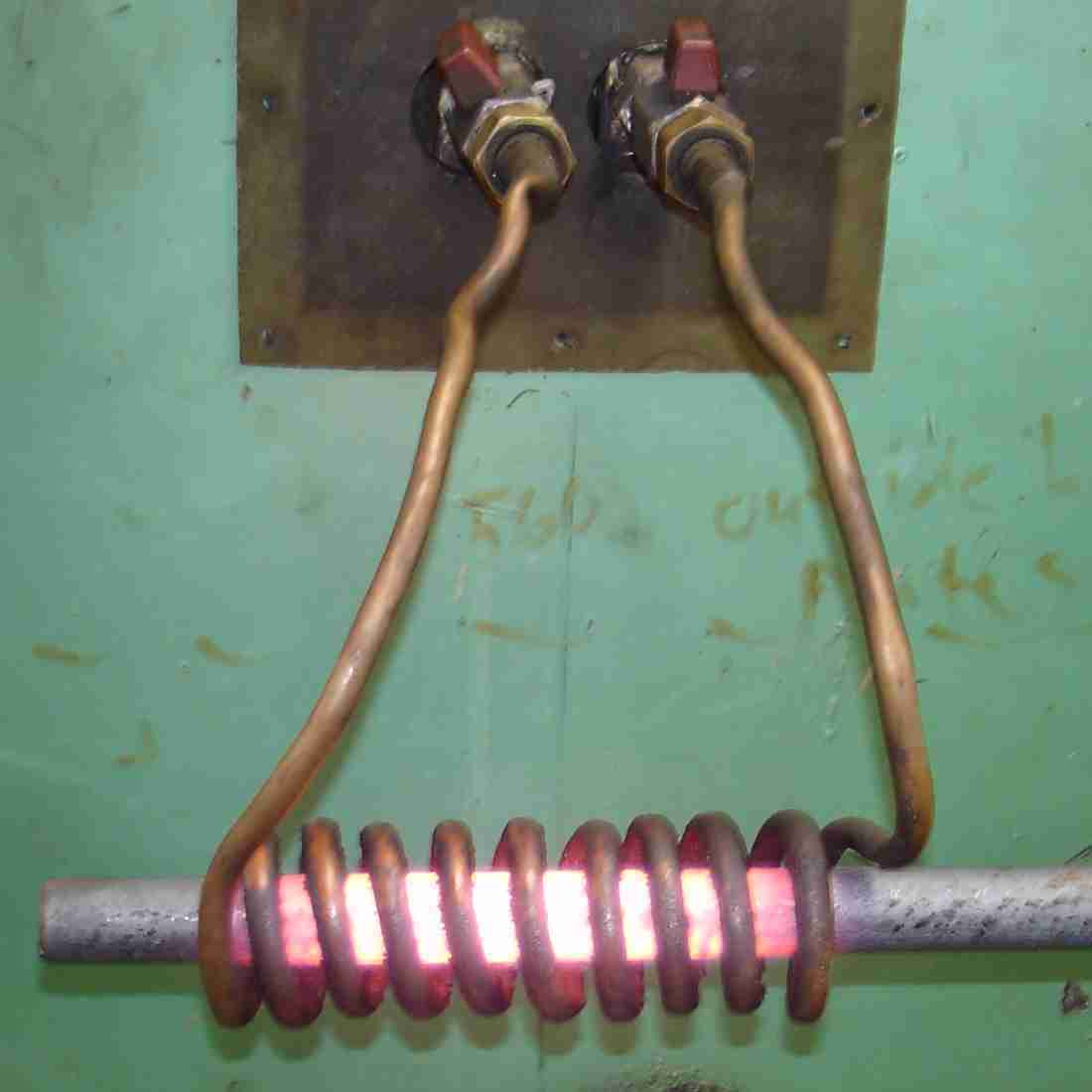
Indukční ohřev kovové tyče (450 kHz, 15 kW)

Na indukční ohřev lze pohlížet jako na transformátor, ve kterém cívka je primárním vinutím a vsázka sekundárním vinutím tvořeným jedním závitem. Zároveň lze na indukční ohřev pohlížet jako na záření, které proniká pod povrch vsázky a v materiálu postupně slábne, přičemž se přeměňuje na teplo. Induktor je vlastně výkonný dlouhovlnný nebo středovlnný vysílač. Intenzita záření směrem dovnitř vsázky klesá přibližně exponenciálně, podobně klesá i proudová hustota a vývin tepla. Tento jev se nazývá skin efekt a hloubka, ve které proudová hustota klesne na 1/e (asi 0,368) hustoty na povrchu, se nazývá hloubka vniku. V povrchové vrstvě o tloušťce hloubky vniku se vyvíjí 86,5% tepla. Skin efekt se vyskytuje v cívce i ve vsázce.
Hloubka vniku závisí na frekvenci střídavého proudu. Vysoké frekvence ohřívají materiál v tenké povrchové vrstvě, nízké frekvence ohřívají materiál více do hloubky. Je-li frekvence příliš nízká nebo je-li vsázka vzhledem k frekvenci příliš malá, projevuje se průzařnost, tedy jev, při kterém elektromagnetické vlny pronikají vsázkou naskrz, aniž by ji předaly energii.
Proud se v induktoru i ve vsázce přeměňuje na Jouleovo teplo. Elektrická účinnost indukčního ohřevu je definována jako poměr tepla vznikajícího ve vsázce k celkovému teplu vznikajícímu ve vsázce a v induktoru.

## Provedení

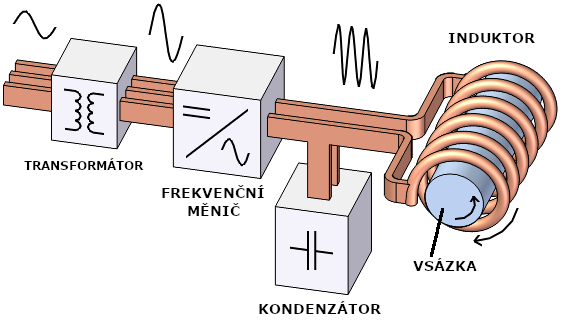
Schéma indukčního ohřevu s paralelním oscilačním obvodem

Provedení indukčního ohřevu jsou různá podle aplikace. Součástí indukčního ohřívače je induktor a zdroj. Induktor bývá zapojen v oscilačním RLC obvodu společně s kondenzátory. Smyslem oscilačního obvodu je zvýšit proud v induktoru oproti proudu zdroje.

### Induktor
Tvar a velikost induktoru je přizpůsobena tvaru a velikosti vsázky. Čím blíže je vsázka k induktoru, tím je indukční ohřev účinnější. Pro ohřev válcových polotovarů má induktor tvar solenoidu. Pro indukční vaření, při kterém se ohřívá dno hrnce, je cívka plochá ve tvaru spirály. Jako materiál cívky se používá elektrovodná měď. Často je třeba cívku chladit vodou, proto bývá navinuta z měděné trubky.
Součástí induktoru mohou být různé elektroizolační a tepelně izolační vrstvy. Například induktory pro ohřev oceli na kovací teploty kolem 1200°C obsahují žárobetonovou vyzdívku.

### Zdroj
Jako zdroj se obvykle používá měnič frekvence, který mění síťovou frekvenci 50 Hz na vyšší požadovanou frekvenci. V praxi se používají frekvence od 50 Hz do 500 000 Hz. Před měničem může být transformátor, jehož úkolem je upravit napětí a galvanicky oddělit měnič od napájecí sítě. V ojedinělých případech je frekvence 50 Hz vyhovující a měnič není potřeba. Takový indukční ohřev se nazývá síťový.

## Využití
Indukcí lze ohřívat jakékoliv vodivé materiály. Obzvláště výhodný je indukční ohřev feromagnetických materiálů, zejména magnetické oceli, protože dosahuje velmi vysoké účinnosti. Nevodivé materiály lze ohřívat pomocí indukce ve vodivých nádobách. Vsázka může být pevná, kapalná i plazma.

### Vaření
Indukční vařič ohřívá dno nádoby z magnetické oceli. Výhodou je vysoká účinnost, bezpečnost a rychlost vaření.

### Tavení
Vodivý materiál se roztaví indukcí přímo nebo se ohřívá nádoba ve které se taví různé materiály. Kovy se často taví v grafitovém kelímku. Sklo se někdy taví indukcí v platinovém kelímku. Indukční tavicí pece se používají v ocelářství i v metalurgii neželezných kovů a mohou mít kapacitu až stovek tun.

### Tváření
V indukčních ohřívačích se ohřívají kovové polotovary, které jsou následně tvářeny za tepla. Indukční ohřev je výhodný, protože rychle prohřeje polotovar do hloubky.

### Povrchové kalení
Povrch kovové součásti se ohřívá indukcí většinou jen do malé hloubky. Následně se prudce ochladí, čímž dojde ke zlepšení mechanických vlastností na povrchu součásti.

### Žíhání
Kovová součást se prohřívá celá a udržuje se na teplotě po určitou dobu za účelem vylepšení mechanických vlastností.

### Pájení
Mezi pájené kovové části se vloží pájka, součásti se umístí do induktoru a pájka se roztaví indukcí.

### Lisování za tepla
Indukcí se například ohřeje ozubené kolo, do kterého se vloží hřídel. Využívá se přitom teplotní roztažnosti kovů. Po vychladnutí se kolo smrští a dojde k vytvoření lisovaného spoje mezi kolem a hřídelí.

### Demontáž spojů
Přenosné dílenské indukční ohřívače se používají pro uvolnění šroubových spojů a rozebírání lisovaných spojů jako jsou uložení ložisek, nábojů a čepů. Využívá se přitom tepelné roztažnosti kovů.

### Svařování
Při podélném kontinuálním svařování trubek se indukcí lokálně nataví hrany spoje.

### Plasmové technologie
Indukcí se ohřívá plazma obvykle pro výzkumné účely.